# Flekkefjord
Flekkefjord is een gemeente in de Noorse fylke Agder. In januari 2025 telde de gemeente 9.329 inwoners. De huidige gemeente ontstond in 1965, toen de vroegere gemeenten Nes, Hidra, Gyland en het grootste deel van Bakke werden samengevoegd met de stad Flekkefjord.
De wijk Hollenderbyen herinnert aan de aanwezigheid in de 18de eeuw van houthandelaren uit Holland. Zij exporteerden hout vanuit Noorwegen voor de woningbouw van Amsterdam.

## Etymologie
Flekkefjord ontleent zijn naam aan de woonbuurt Flikka. Deze is mogelijk afgeleid van een boerderijnaam.

## Geboren in Flekkefjord
- Christian Meyer Ross (1843-1904), kunstschilder
- Anders Beer Wilse (1865-1949), fotograaf
- Eirik Verås Larsen (1973), kanovaarder

## Media
De Agder Flekkefjords Tidende is het lokale nieuwsblad. De krant verschijnt drie keer per week op papier.

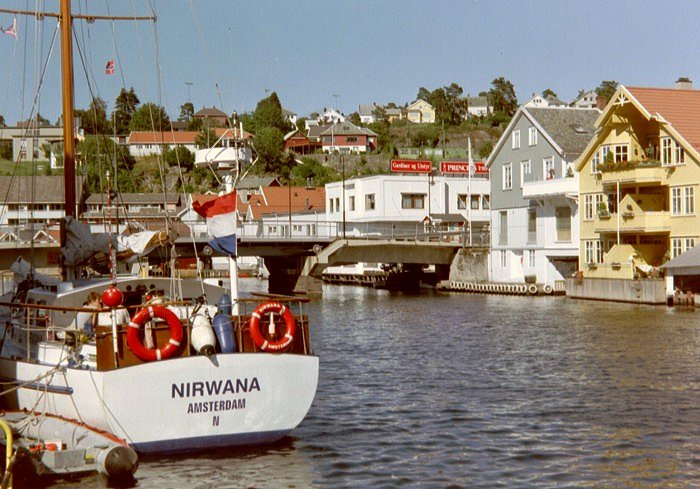
Flekkefjord

Arendal · Birkenes · Bygland · Bykle · Evje og Hornnes · Farsund · Flekkefjord  · Froland · Gjerstad · Grimstad · Hægebostad · Iveland · Kristiansand · Kvinesdal · Lillesand · Lindesnes · Lyngdal · Risør · Sirdal · Tvedestrand · Valle · Vegårshei · Vennesla · Åmli · Åseral 

Fylker van Noorwegen